# Scontri di Piccadilly Gardens

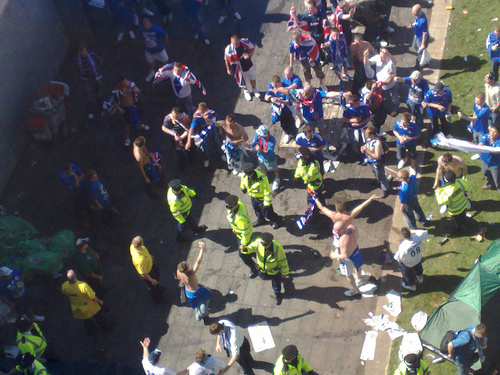
Gli scontri interni allo stadio mossi dalla tifoseria ultrà dei Rangers.

Gli scontri di Piccadilly Gardens o battaglia di Piccadilly, sono le espressioni giornalistiche usate dai mass media britannici per indicare la guerriglia urbana esplosa la notte del 14 maggio 2008 nel centro cittadino di Manchester al termine della contestata finale di Coppa UEFA tra Zenit San Pietroburgo e Rangers Glasgow qui tenutasi.
La sera prima dell'atteso incontro, un supermercato di Somerfield ha dovuto chiudere prima dell'orario da programma a causa di continui pestaggi tra tifosi; mentre a Manchester un gruppo non identificato di hooligan dei Rangers ha tentato di disattivare il sistema antincendio della città.
Un rapporto della polizia risalente alla stessa sera riporta del ritrovamento di alcune armi incendiarie rinvenute nel quartier generale dei tifosi del Rangers Glasgow.
Prima della partita alcuni tifosi delle due squadre hanno provocato una grande rissa all'interno di un edificio vicino allo stadio riuscendo a non essere identificati, causandone l'immediata chiusura.
Durante la partita si è verificata una leggera tensione tra le differenti fazioni di tifosi, e a fine partita moltissimi hooligan hanno fatto irruzione in campo cercando il contatto fisico con l'opposta curva.

## Megaschermo di Piccadilly Gardens

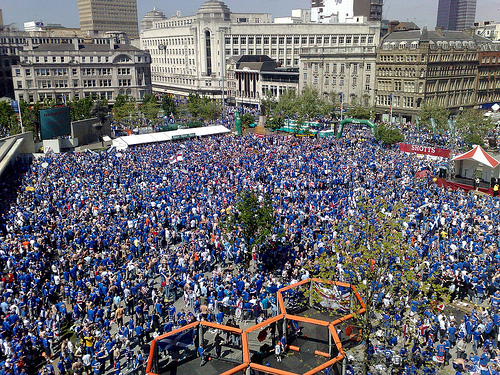
Tifosi dei due club in Piccadilly Gardens.

Durante il pomeriggio presso Piccadilly Gardens è stato montato un maxi-schermo per visualizzare l'incontro la sera.
Già nel corso della giornata ci sono stati scontri sempre causati da tifosi del Rangers, che attaccando tecnici dello schermo e agenti di sicurezza hanno temporaneamente interrotto la procedura provocando disordini nell'intera piazza.
Al ritorno dei tecnici scortati dalla polizia, lanci di bottiglia hanno provocato una sommossa tra gli agenti presenti e due centinaia di tifosi, nello scontro pomeridiano è rimasto ferito anche un cane poliziotto a causa dei vetri rotti.
Sul tardo pomeriggio, tifosi del Rangers hanno distrutto varie autovetture, facendo irruzione in una banca e capovolgendo in strada una macchina sportiva senza che nessun poliziotto intervenisse.
Prima dell'inizio della partita è stato pugnalato alla schiena un tifoso dello Zenit, ma i sospettati sono stati rilasciati per mancanza di prove.

## Arresti
La polizia di Greater Manchester ha arrestato 41 hooligan del Rangers Glasgow con l'accusa di vari reati.
Tra gli incarcerati, 18 hanno ricevuto l'accusa di violenza e aggressione ai danni dei tifosi russi dentro lo stadio, disordine pubblico, possessione di armi bianche e da fuoco illegale.
La Assistant Chief Constable ha giudicato inaccettabili gli attacchi dei tifosi del Rangers, ma che solo pochi dei migliaia presenti allo stadio hanno partecipato agli scontri dimostrando più "educazione".
Durante la notte alle ambulanze è stata vietata la circolazione in centro, per possibili attacchi e/o lanci di oggetti ai danni del personale, se non in casi di estrema gravità ma con una scorta della polizia.

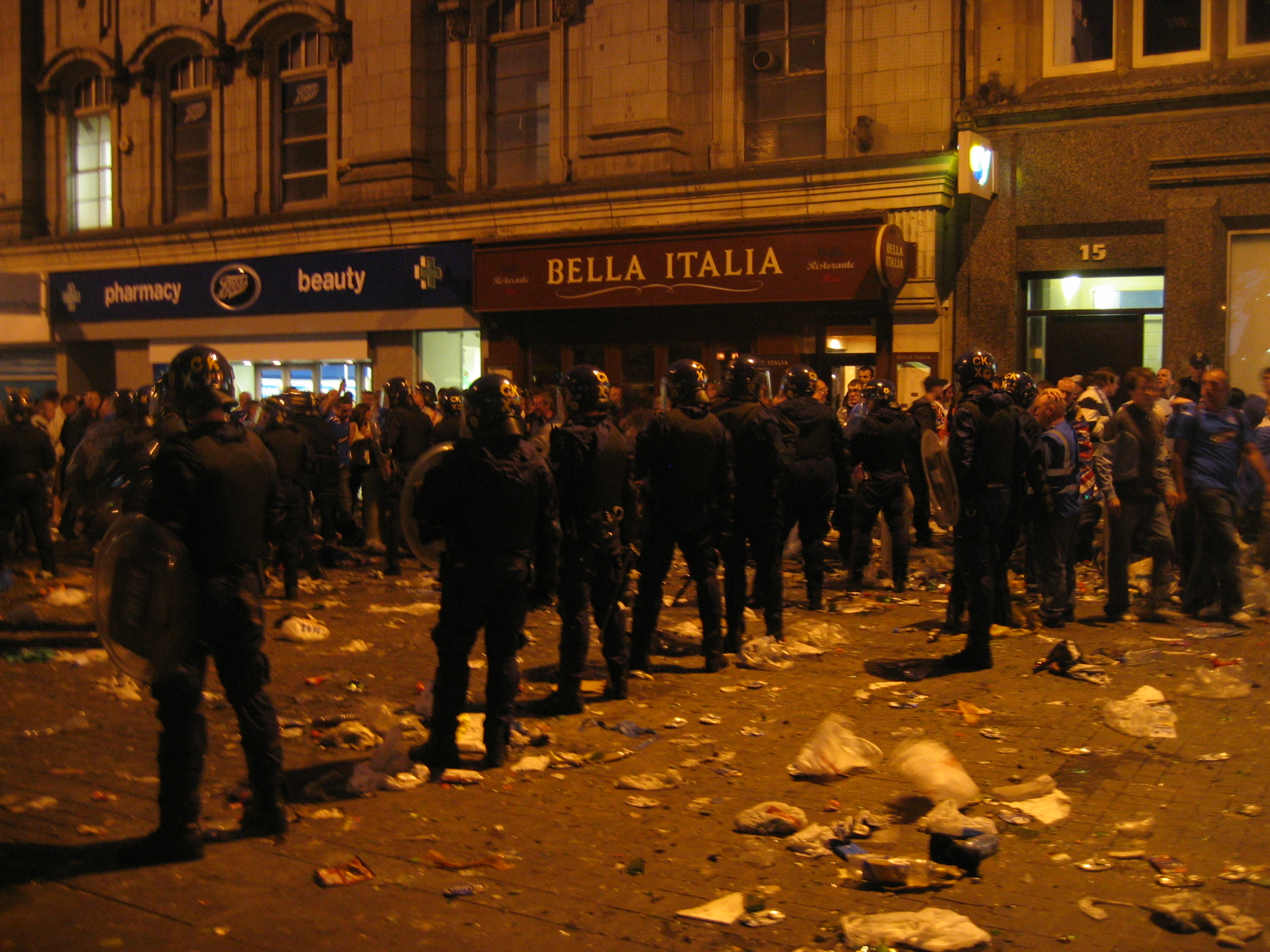
Polizia in assetto antisommossa ai Piccadilly Gardens.

## Reazioni
A causa dei duri scontri scatenati da hooligan di entrambe le squadre Zenit San Pietroburgo e Rangers Glasgow, la BBC News 24 ha deciso di interrompere tutti i programmi in onda per dedicarsi alla situazione con video esclusivi in diretta.
Al termine della guerriglia, la polizia di Manchester ha arrestato 41 hooligan dei Rangers, con l'accusa di violenza urbana, e 15 agenti dell'ordine sono stati ricoverati in condizioni più o meno gravi per le contusioni riportate.
Da molti politici è stato espresso rammarico per i fatti, ma oltre a dichiarazioni pubbliche nessuna associazione per il calcio ha sanzionato i due club.